# Acta Oto-Laryngologica
Acta Oto-Laryngologica is een internationaal, aan collegiale toetsing onderworpen wetenschappelijk tijdschrift op het gebied van de otorinolaryngologie.
De naam wordt in literatuurverwijzingen meestal afgekort tot Acta Otolaryngol.
Het wordt uitgegeven door Informa en verschijnt maandelijks.
Het tijdschrift is opgericht in 1918 als opvolger van het Nordisk tidskrift för oto-rhino-laryngologi, dat van 1916 tot 1917 werd uitgegeven.